# Aitana Ocaña Morales
|  | «Aitana» redirigeix aquí. Vegeu-ne altres significats a «Aitana (desambiguació)». |

Aitana Ocaña Morales   (Sant Climent de Llobregat, 27 de juny de 1999), coneguda simplement com a Aitana, és una cantant, actriu i compositora catalana.
Es va donar a conèixer per la seva participació en la novena edició del concurs musical de Televisió Espanyola Operación Triunfo (2017), on va arribar fins a la final, va ser la concursant més jove, juntament amb altres concursants com Nerea Rodríguez, i va quedar finalment segona classificada, després d'Amaia Romero.
Juntament amb Ana Guerra, amb la cançó Lo malo, composta per Brisa Fenoy i amb Arde, cantada en solitari, va participar en la selecció del candidat que hauria de representar a Espanya en el Festival d'Eurovisió de l'any 2018, on finalment van ser escollits Amaia Romero i Alfred García. Entre algunes de les cançons compostes per ella es troba Laws about me, penjada a les xarxes socials.
El 2025 fou inclosa a la llista Forbes de les 100 dones més influents de Catalunya.

## Carrera musical

### Començament
Va començar a tocar el piano de petita i, des de llavors, ha seguit vinculada amb la música. Als dotze anys, en l'època d'estudiant de secundària, Aitana va interpretar el tema We Are the World de Michael Jackson al centre on cursava els estudis. El 2014 va començar a fer versions de cançons populars a YouTube. Aquest mateix any també va compondre les primeres cançons i algunes van ser gravades en estudi, com Laws About Me, que va ser pujada a YouTube el 12 d'agost de 2015.

### 2017–2018: pas perOperación Triunfo
Va guanyar reconeixement nacional amb la seva participació en Operación Triunfo 2017. Com a finalista del programa, Aitana va ser candidata a representar a Espanya en el Festival de la Cançó d'Eurovisió 2018, celebrat a Lisboa, amb les cançons «Arde», com a solista, i «Lo malo», interpretada a duo al costat d'Ana Guerra; quedant cada cançó en segon i tercer lloc respectivament amb un 31 per cent i un 26 per cent dels vots. El 5 de febrer, en la gala final del programa, Aitana va ser proclamada com la segona classificada d'Operación Triunfo 2017 amb el 42 per cent dels vots del públic.

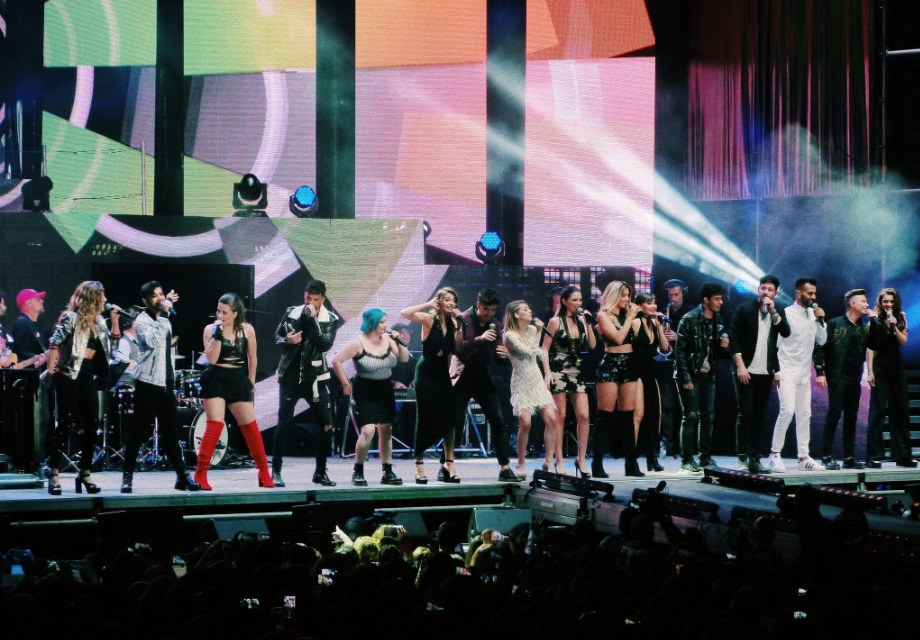
Actuació de la gira d'OT 2017, a Pamplona (és la sisena per la dreta)

A pesar que cap de les dues cançons fossin seleccionades per representar a Espanya, el duo «Lo malo», va arrasar en plataformes online com Spotify o YouTube, aconseguint el segon lloc en les cançons més virals d'Espanya, el primer lloc en la llista de vendes oficial a Espanya d'una cançó nacional des del 2016 per PROMUSICAE, sent certificada a Espanya amb cinc discos de platí.
El 16 de març del 2018 va ser llançat per Universal Music el primer àlbum recopilatori de la cantant en forma de revista en la seva edició física, titulat Aitana Ocaña: Sus canciones, que recull les cançons que la cantant va interpretar durant el seu pas per Operacion Triunfo i que va aconseguir el disc d'or.

### 2018: Primers llançaments
Des de la seva sortida del programa, Aitana també va començar a treballar en el que serà el seu primer treball discogràfic. Després del llançament del vídeo líric de «Arde» en YouTube, va viatjar als Los Angeles per gravar amb el productor Sebastian Krys, entre d'altres.
Al maig va actuar a Madrid, Màlaga i Barcelona en els concerts d'ELS40 Primavera Pop.
Al juny, va ser convidada per David Bisbal per participar com convidada en el seu concert en el Palau Sant Jordi de Barcelona, Aitana va interpretar al costat d'ell la cançó Mi princesa. El 29 de juny, Aitana i la resta de concursants d'Operación Triunfo 2017 van realitzar un concert benèfic a l'Estadi Santiago Bernabéu de Madrid, al qual van assistir més de 60.000 espectadors. Durant el concert, Aitana va cantar Échame la culpa al costat del seu intèrpret Luis Fonsi.
El 27 de juliol va llançar el seu primer senzill oficial en solitari titulat Teléfono el qual va debutar com a número 1. El videoclip de la cançó es va convertir en el més vist de Vevo en un període de 24 hores a Espanya.
El 20 de setembre va ser nominada en els ELS40 Music Awards 2018 en les categories d'Artista Revelació de l'Any, al costat d'Ana Guerra, i Canción del Año per Lo malo. Finalment, va rebre el premi a Artista Revelación del Año.
El 18 d'octubre va llançar un llibre amb les seves il·lustracions, titulat La tinta de mi ojos.
El 30 d'octubre, en una roda de premsa a Equador, Universal Music Group li va fer lliurament d'un disc d'or per les vendes i consum digital al país de Lo malo i Teléfono.
El 15 de novembre, Aitana va presentar l'actuació del cantant Bad Bunny en els Premis Grammy Llatins 2018, al costat de Lele Pons, amb la qual també va gravar un remix de Teléfono que va ser publicat el 21 del mateix mes. El 30 de novembre es va publicar el seu EP debut, titulat Tráiler, que compta amb cinc cançons originals més el remix anteriorment citat.

### 2018- 2019: Spoiler[calcitació]
Des de la sortida del programa l'Aitana va començar a treballar en el seu primer treball discogràfic. Després de llançar el videoclip d'Arde va viatjar a Los Angeles per gravar el seu disc amb el productor Sebastián Krys. Al maig va actuar a Madrid, Málaga i Barcelona en els concerts de LOS40POP. El 29 de juny, Aitana i la resta de concursants d'Operación Triunfo 2017 van realitzar un concert benèfic a l'Estadi Santiago Bernabéu de Madrid. El 27 de juliol, va llançar el seu primer senzill oficial en solitari titulat Teléfono. El videoclip del senzill va ser el més vist a la plataforma de vídeo Vevo en un període de 24 hores a Espanya.
El 15 de novembre, va presentar l'actuació del cantant Bad Bunny als Premis Grammy Llatins 2018, juntament amb Lele Pons, amb qui va gravar una remescla de Teléfono publicat el 21 de novembre de 2018. El 30 de novembre va publicar el seu primer EP titulat Tráiler, que compta amb cinc cançons originals més la remescla anteriorment citada. Al desembre, va gravar al costat dels seus companys d'OT 2017 la cançó El mundo entero per a un comercial de la marca Coca-Cola. A més, també va gravar una cançó per al disc de La Marató de TV3.
El seu senzill Vas a quedarte, la va convertir en una de les artistes més escoltades del primer semestre de 2019, a més de ser nominada a Cançó de l'any a LOS40 Music Awards (2019). El 12 d'abril, es va publicar la seva col·laboració amb la banda Morat, un tema titulat Presiento, que també va obtenir diversos reconeixements en forma de certificacions de vendes discogràfiques
Aquell mateix any va publicar 4 senzills més: Nada sale mal, un tema de pop urbà; Con la miel en los labios, una balada sobre l'amor, Me quedo, en col·laboració amb Lola Índigo, i «+» en col·laboració amb Cali & El Dandee.
El 7 de juny de 2019 va publicar a través d'Universal Music Espanya el seu àlbum debut Spoiler, que va incloure tots els senzills anteriors, a excepció de la col·laboració amb Cali i el Dandee, que es va incloure al seu següent disc. El disc va presentar un total de catorze cançons.
La seva primera gira musical, Play Tour Aitana, va començar el 22 de juny a la plaça de toros de La Condomina de Múrcia i es va dur a terme a vint-i-cinc ciutats més al llarg d'aquell any.

### 2020-2021: La Voz Kids i 11 Razones[calcitació]
El primer semestre de 2020, va ser la segona artista més escoltada a Espanya a la plataforma Spotify. A principis d'aquell any, es va confirmar el seu fitxatge com a assessora de David Bisbal a La voz Kids 6 a Antena 3. El programa, amb la participació de l'artista, es va emetre el juny de 2021. A més, va anunciar que la gira Play Tour Aitana amb el nom de Més Play Tour, seria represa el 23 de maig de 2020 a Barcelona, però va ser finalment cancel·lada per la pandèmia de COVID-19.
El març del 2020, coincidint amb la quarantena pel virus COVID-19, es va anunciar la seva col·laboració amb David Bisbal amb el tema Si tu la quieres. El senzill va aconseguir ser número 1 en tendències de YouTube Espanya i va sobrepassar els dos milions de visualitzacions en un dia. Posteriorment, el 15 de maig va llançar Enemigos juntament amb Reik amb un videoclip fet per animació i al juliol, Más de lo que aposte, la seva segona cançó amb Morat. Al setembre va realitzar la remescla de la cançó La teva foto del DNI amb el seu amic de la infància Marmi. A més, va realitzar una col·laboració amb Sebastián Yatra en el senzill Corazón sin vida. A l'octubre, es va unir al senzill de la cantant mexicana Danna Paola titulat Friend de semana, juntament amb Luísa Sonza i al novembre es va anunciar la col·laboració internacional de l'artista amb Katy Perry i Tiësto en el tema Resilient.
El seu segon àlbum, 11 Razones, va ser llançat a nivell mundial a través d'Universal Music Espanya l'11 de desembre de 2020. El disc conté onze temes.
A l'abril va participar juntament amb més de 30 artistes hispans en la versió de la quarta peça de la Simfonia núm. 9 de Beethoven Himne a l'alegria, per la lluita contra la pandèmia del COVID-19. El 30 d'abril va llançar el senzill Ni una más, que reivindica la importància de commemorar el Dia Internacional de les Dones.
L'1 de juliol de 2021 va començar la gira musical 11 Razones Tour, amb més de trenta concerts programats. Després d'anunciar aquestes dates, va aconseguir esgotar les entrades a set ciutats abans de l'estrena de la gira. A més, va tenir bones crítiques de la premsa especialitzada. Amb aquesta humilitat que el caracteritza, malgrat el seu fulgurant èxit, afronta cada repte amb feina i tenacitat, i això al final es nota a l'escenari.
El 18 d'agost, va ser llançada la remescla de la cançó Mon Amour juntament amb Zzoilo. La cançó va arribar al número 1 del Top 50 cançons de Promusicae en la seva tercera setmana de llançament. El setembre de 2021, va estrenar el senzill Berlín, una cançó de desamor que es va colar al cap de pocs dies a la llista d'èxits Espanya de Spotify. La cançó es tracta del primer senzill del nou disc de la cantant, que anirà més en la línia de música urbana i electrònica. Seguidament va treure els temes col·laboratius Llueve sobre mojado, amb Pablo Alborán i Álvaro de Luna, Coldplay, amb Cali y el Dandee, i Formentera, amb Nicki Nicole.

## Moda
Aitana es va convertir, el 3 d'abril de 2018, en la primera ambaixadora de la marca Stradivarius a Espanya, una de les filials de moda del conglomerat tèxtil Inditex, que sempre havia rebutjat invertir en campanyes publicitàries tradicionals. Aquest canvi en el model de negoci va convertir en imatge a la cantant en la campanya de primavera 2018 i posteriorment, a causa de l'èxit de vendes, ha estat imatge de la campanya tardor 2018 a Espanya. La major part dels seus estilismes són dins d'aquesta marca i les seves peces publicitades han tingut bones vendes. El setembre de 2021 va convertir-se en la imatge de McDonald's, patrocinant un menú. L'any 2023 treu el nou disc alpha i inicia la nova.

## Vida personal
És descendent d'extremenys per part de mare, ja que els seus avis materns van migrar a Catalunya procedents d'Arroyo de la Luz.
Per qüestions professionals es traslladà a viure a Madrid a un pis que li va llogar l'actriu Blanca Suárez. Al novembre de 2018, van començar a sorgir rumors d'una possible relació amb l'actor Miguel Bernardeau que van ser confirmats més endavant a través dels perfils d'Instagram de tots dos a l'agost de 2019. Van posar junts per primera vegada al febrer de 2020 a la Setmana de la Moda de Milà, on van anar com a convidats. I van anar a viure junts al setembre de 2021, després de tres anys de relació. Van posar fi a la seva relació entre finals de 2022 i principis de 2023. El 2023 inicià una relació amb el també cantant Sebastián Yatra.

## Discografia

### Àlbums/EPs
- 2018: Tráiler (EP)
- 2019: Spoiler
- 2020: 11 razones
- 2022: La Última (BSO de la sèrie original de Disney+ "La Última")
- 2023: Alpha
- 2025: Cuarto azul

### Senzills
- Arde
- Lo malo amb Ana Guerra
- Teléfono
- Vas a quedarte
- Mejor que tú
- Presiento, amb Morat
- Nada sale mal
- Con la miel en los labios
- Las Vegas
- Perdimos la razón
- Me quedo, amb Lola índigo
- Stupid
- Hold
- Cristal
- Popcorn
- El Trece
- Barro Y Hielo
- “+”, amb Cali y Dandee
- Si tu la quieres, amb David Bisbal
- Enemigos, amb Reik
- Más de lo que aposté, amb Morat
- Tu foto del DNI, amb Marmi
- Si no vas a volver
- Corazón sin vida, amb Sebastián Yatra
- Cuando te fuiste, amb Natalia Lacunza
- Ni una más
- Berlín
- Llueve sobre mojado, amb Pablo Alborán i Álvaro de Luna
- Coldplay, amb Cali y el Dandee
- Formentera, amb Nicki Nicole.
- Las dudas, amb Sebastián Yatra
- En el Coche
- Sálvame, amb Moderatto
- Mariposas, amb Sangiovanni
- Quieres, amb Emília Mernes i Ptazeta
- Otra Vez
- La última (de la sèrie "La Última")
- Los Ángeles
- LAS BABYS
- miamor, amb Rels B

## Play Tour
La cantant va començar en el 2019 la seva primera gira en solitari anomenada «Play Tour». Va ser una gira realitzada per promoure el seu primer EP Tráiler i el seu primer àlbum d'estudi Spoiler (2019). La gira va iniciar el 22 de juny de 2019 i va finalitzar el 29 d'agost de 2020 en l'Starlite Festival de Marbella.

### Col·laboracions
- A l'espectacle d'Alacant va interpretar 'Me Quedo' amb Lola Indigo.
- A l'espectacle d'Alcalà va interpretar 'Presiento' amb Morat.
- A l'espectacle de Sevilla va interpretar 'Vas a quedarte' amb Antonio José.
- Al segon show de Madrid va interpretar 'Lo Malo' amb Ana Guerra.
- A l'espectacle de Barcelona va interpretar 'Barro y Hielo' amb Alfred García.

## Filmografia

### Cine
| Any  | Títol                                            | Personatge   | Notes                  | Ref.   |
| ---- | ------------------------------------------------ | ------------ | ---------------------- | ------ |
| 2019 | La gran aventura de los Lunnis y el libro mágico | Veu          | Banda sonora           |        |
| 2019 | Aladdin                                          | Veu          | Banda sonora           |        |
| 2020 | Over the Moon                                    | Veu          | Banda sonora           |        |
| 2020 | Play Tour: En directo                            | Ella mateixa | Concert Barcelona 2019 |        |
| 2020 | Aitana Play Tour: tras las luces                 | Ella mateixa | Pel·lícula documental  |        |
| 2024 | Mis ganas ganan, la historia de Elena Huelva     | Ella mateixa | Pel·lícula documental  |        |
| 2024 | Pared con pared                                  | Valentina    | Pel·lícula de Netflix  | [ 55 ] |

### Sèries de televisió
| Any  | Sèrie                | Canal     | Personatge   | Notes                     |
| ---- | -------------------- | --------- | ------------ | ------------------------- |
| 2018 | Skam Espanya         | Movistar+ | Ella mateixa | Escena inèdita "És ella?" |
| 2022 | La última            | Disney+   | Candela      | [ 57 ]                    |
| 2025 | Aitana: Metamorfosis | Netflix   | Ella mateixa | [ 58 ]                    |

## Premis i candidatures

### ELS40 Music Awards
| Any  | Premi              | Categoria                                           | Resultat   |
| ---- | ------------------ | --------------------------------------------------- | ---------- |
| 2018 | ELS40 Music Awards | Artista revelació de l'any (al costat d'Ana Guerra) | Guanyadora |
| 2018 | ELS40 Music Awards | Cançó de l'any (per «Lo malo»)                      | Nominada   |

### Altres premis
| Any  | Premis       | Categoria                                                           | Resultat   |
| ---- | ------------ | ------------------------------------------------------------------- | ---------- |
| 2018 | Cosmo Awards | Girl Gang (al costat d'Ana Guerra, Amaia Romero i Miriam Rodríguez) | Guanyadora |